# Waleed Al-Husseini
Pour les articles homonymes, voir Famille al-Husseini.
Œuvres principales
- Blasphémateur ! Les Prisons d'Allah (2015)
- Une trahison française (2017)

Waleed Al-Husseini (en arabe وليد حساين الحسيني / Walyd Ḥusāyn āl-Ḥuseyny), né le 25 juin 1989 à Qalqilya (Cisjordanie), est un essayiste et écrivain athée palestinien, politologue et fondateur du Conseil des ex-musulmans de France.
Il a acquis une notoriété internationale en 2010, année où il est arrêté, emprisonné et aurait été torturé en territoires palestiniens en raison des articles qu'il a publiés, critiques envers l'islam.
Critique et dissident, il fait l'objet de polémiques et de menaces. Il est l'un des cyberactivistes issus du monde arabe les plus médiatisés et vit désormais en France où il a cherché refuge et où il se positionne comme défenseur de ses valeurs républicaines et de laïcité.
Il est l'auteur d'une autobiographie Blasphémateur ! Les Prisons d'Allah parue chez Grasset en 2015, ainsi que d'articles dans Le Monde, La Règle du jeu et Libération, et un second livre, Une trahison française, dénonçant les « collaborationnistes de l'islam radical ».

## Biographie

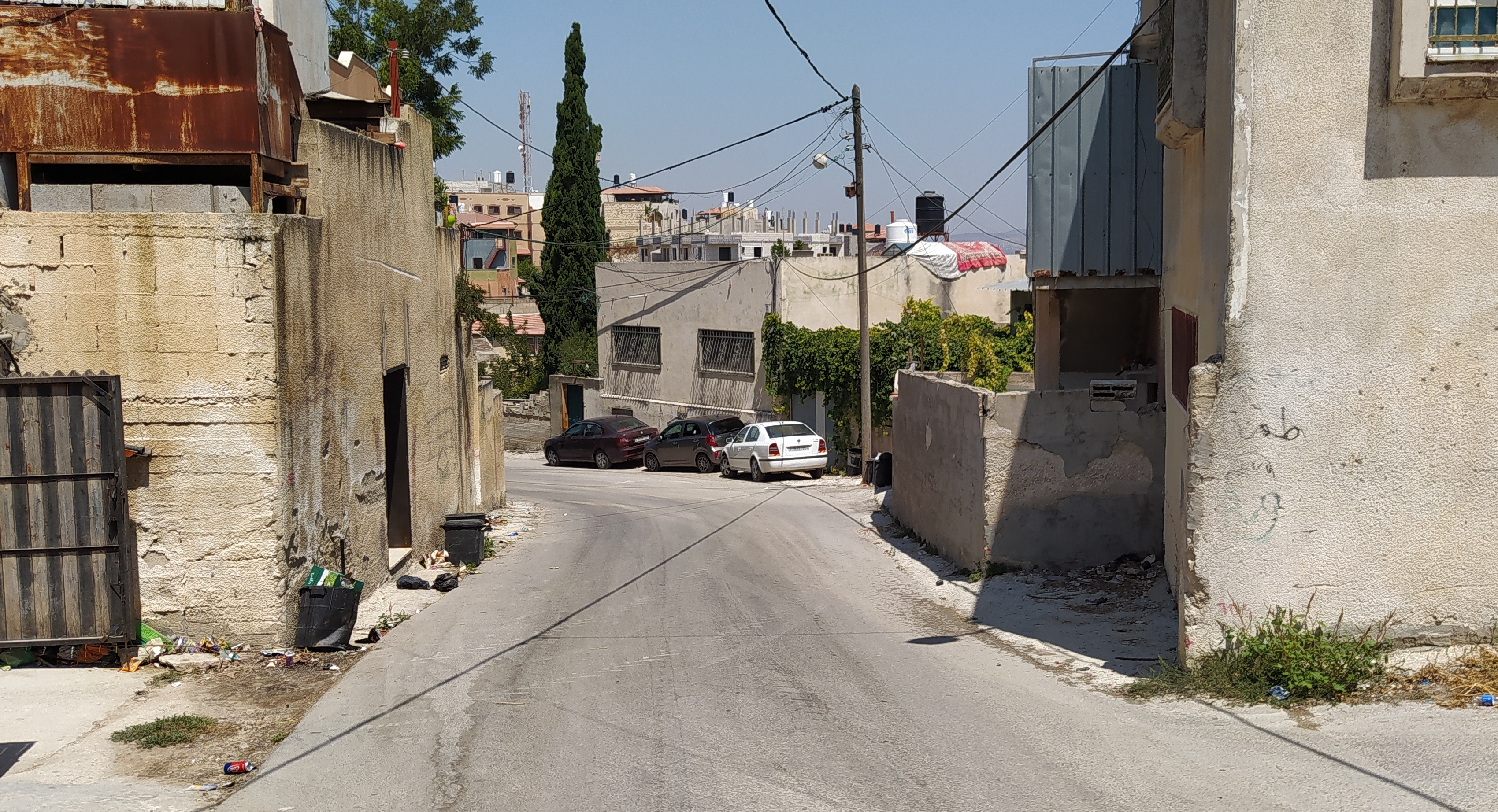
Rue de Qalqilya

Né en Cisjordanie, Waleed Al-Husseini fait des études universitaires en informatique. Étant au chômage, il aide quelques heures par jour son père dans sa boutique de coiffure. Des connaissances l'ont décrit comme un « gars ordinaire » qui prie régulièrement à la mosquée le vendredi.
Vers 20 ans, Al-Husseini passe beaucoup de temps connecté à Internet. Lorsque sa mère découvre des articles sur l'athéisme dans son ordinateur, elle résilie l'abonnement Internet, espérant ainsi qu'il renoncera. Cependant, il commence à fréquenter le cyber-café local où il passe jusqu'à sept heures par jour, isolé dans un coin.
En octobre 2010, l'Autorité palestinienne l'arrête pour avoir blasphémé contre l'islam sur Facebook et dans des messages postés sur son blog. Son arrestation attire l'attention internationale sur la violation de ses droits. Le New York Times écrit :

« L'affaire a attiré l'attention sur des questions épineuses comme la liberté d'expression. L'Autorité palestinienne considère l'insulte à la religion comme un délit et démontre la collision culturelle entre une société conservatrice et Internet. »

### Activité sur son blog et sur Facebook
Publiant sous le nom de Waleed al-Husseini sur Facebook et sur son blog personnel, Al-Husseini, selon le New York Times, « avait attisé la fureur des musulmans sur la blogosphère en faisant la promotion de l'athéisme, en parodiant des versets coraniques, en pourfendant la vie du prophète Mahomet tout en discutant en ligne de façon sarcastique sous le nom de God Almighty, Dieu Tout-Puissant ».
Dans son essai intitulé Pourquoi j'ai quitté l'islam sur son premier blog Noor al-Aqel (Lumière de la Raison ou du Sage), Al-Husseini écrit que les musulmans « considéraient que quiconque abandonne l'islam serait un agent ou un espion à la solde des pays occidentaux, notamment d'Israël… Ils ne réalisent pas encore que toute personne est libre de croire à ce qui lui convient. »
Al-Husseini insiste sur le fait que cela ne veut pas dire que le christianisme ou le judaïsme seraient meilleurs que l'islam ; à son avis, toutes les religions sont constituées d'« un fatras de légendes hallucinantes et de bêtises, toutes en compétition pour le podium de la stupidité. » Il rejette l'idée que l'islam serait une religion de tolérance, d'équité sociale et d'égalité. Il critique aussi le traitement réservé aux femmes par l'islam, ses handicaps (ses barrières) à la créativité humaine et les prétendus « miracles scientifiques » que contiendrait le Coran.
Les groupes Facebook qu'il a créés publient des centaines de commentaires indignés, des menaces de mort et relatent la constitution de plus d'une douzaine de groupes Facebook contre lui. À son apogée, le blog en langue arabe d'Al-Husseini attire plus de 70 000 visiteurs.

### Arrestation et emprisonnement
Plusieurs mois durant, Al-Husseini fréquente un cyber-café à Qalqilyah. Le propriétaire du local, Ahmed Abu Asab, trouve ses activités suspectes : « Des fois, il était là jusqu'après minuit, plus de huit heures d'affilée, toujours assis dans un coin. Il était très secret. Jamais il ne voulait qu'on regarde son écran ». Faisant appel à un logiciel de surveillance, Abu Asab découvre les écrits « sacrilèges » d'Al-Husseini. Abu Asab dit que lui et trois autres amis savaient ce que faisait Al-Husseini et que « peut être quelqu'un » aurait informé les autorités.
Une fois l'Autorité palestinienne avertie, ses officiels suivent Al-Husseini pendant plusieurs semaines. Le 31 octobre 2010, il est arrêté alors qu'il se trouve dans le cyber-café. En novembre 2010, l'agence de presse Ma'an News Agency rapporte la première fois l'arrestation du « blogueur controversé dont les publications sur Facebook rendaient furieux certains musulmans »,.
La sécurité de l'Autorité palestinienne ne donne aucune explication à Al-Husseini lors de son arrestation. D'après un expert palestinien des droits de l'Homme, si Al-Husseini doit être inculpé, il le sera en conformité avec une loi jordanienne datant de 1960 contre la diffamation de la religion, toujours en vigueur en Cisjordanie. Tayseer Tamimi, l'ancien juge islamique en chef dans la région, dit qu'Al-Husseini est la première personne arrêtée en Cisjordanie pour ses opinions religieuses.
En décembre 2010, une source de la Sécurité palestinienne dit qu'Al-Husseini continuerait de rester en prison pour sa propre protection : « Il est impossible de le libérer parce qu'il est à craindre que sa propre famille ne l'assassine. »[réf. nécessaire]
Human Rights Watch invite l'Autorité palestinienne à l'inculper ou à le libérer, rappelant que le maintenir en garde à vue plus de 72 heures viole les lois palestiniennes.
Après dix mois d'emprisonnement, Al-Husseini est relâché sous caution, mais il est quelquefois arrêté puis retenu par la Sécurité plusieurs jours à chaque fois. Il est torturé lors d'une de ces gardes à vue. Les officiels de la Sécurité de l'Autorité palestinienne détruisent également ses deux ordinateurs et lui intiment l'ordre d'arrêter la publication de ses opinions sur Internet.
Dans son autobiographie Blasphémateur !, Al-Husseini explique que, craignant pour sa sécurité à cause de réactions négatives envers lui-même, il prend congé des siens (qui, selon lui, ne comprenaient pas son athéisme, mais le soutenaient encore en tant que leur fils) et se rend en Jordanie, où il demande asile auprès de l'ambassade française. Il dit avoir été condamné à sept ans et demi de prison en son absence.
Vivant désormais en France où il a fondé le Conseil des ex-Musulmans de France, et a écrit un livre sur ses expériences, publié juste après les attentats terroristes de janvier 2015 à Paris. Ses articles paraissent dans des magazines et journaux français et il a été invité à parler à la télévision. Il appelle notamment à la défense des principes de laïcité et le droit de pouvoir critiquer la religion fondamentaliste, y compris le droit de discuter librement de textes religieux dont, selon lui, certains versets sont utilisés par des extrémistes pour justifier leurs actes.

### Création du CEMF (Conseil des ex-musulmans de France)
Le 6 juillet 2013, Waleed Al-Husseini et une trentaine d'autres ex-musulmans fondent le Conseil des ex-musulmans de France, inspiré par des initiatives semblables notamment en Grande-Bretagne en 2007 (Council of Ex-Muslims of Britain (en)), en Allemagne en 2007 (Zentralrat der Ex-muslime) et aux États-Unis en 2013 (Ex-Muslims of North America (en)).
Ce Conseil se présente comme « composé d’athées, de libres-penseurs, d’humanistes et d’ex-musulmans qui prennent position pour encourager la raison, les droits universels et la laïcité. » Il s’oppose à « toute discrimination et tous mauvais traitements » que justifierait « le respect de la religion », exige « la liberté de critiquer les religions » ainsi que « l’interdiction des coutumes, règles, cérémonies ou activités religieuses qui sont incompatibles avec ou violent les droits et libertés des peuples ». Il revendique également « la prohibition de toute coutume culturelle ou religieuse qui freine ou s’oppose à l’autonomie des femmes, à leur volonté et à l’égalité ». Le CEMF condamne « toute interférence par quelque autorité, familiale ou parentale, ou par les autorités officielles, dans la vie privée des femmes et des hommes et dans leurs relations personnelles émotionnelles et sexuelles, et leur sexualité ».
À ce sujet, Waleed Al-Husseini fut invité en 2013 par France Inter à l'émission Ils changent le monde.

### Autres interventions
Il publie plusieurs articles dans Le Monde, La Règle du jeu et Libération.
Dans une interview publiée en 2017 par Causeur, face à ce qu'il analyse comme un processus d’islamisation de la France, Walid Al-Husseini pointe « la collaboration de nos élites, surtout à gauche », réfute l’expression « musulman modéré » (« Cela n’existe pas »), et dénonce les musulmans qui ne manifestent pas contre l'islamisme car leur « silence devient complice ».
Ces thèmes sont développés dans son deuxième ouvrage, Une trahison française : Les collaborationnistes de l'islam radical dévoilés, paru en 2017. Il y fait « le procès de la nouvelle collaboration française » et « dénonce avec véhémence cette France qui s’accommode, voire s’acoquine, avec l’islamisme », au risque de mettre en péril les valeurs de la République.

## Réactions

### En Palestine
Les organisations palestiniennes des droits de l'Homme ont largement gardé le silence lors de son arrestation. Un juriste d'une de ces organisations basée à Ramallah déclarait : « Je respecte le droit d'Al-Husseini d'avoir ces opinions, mais il doit aussi respecter la loi, il y a des limites à la liberté d'expression ». Il estime qu'Al-Husseini s'expose, pour ce délit, à une condamnation allant de trois mois à trois ans de prison.
Plus radicalement, à Qalqilyah, sa ville d'origine contrôlée par l'organisation islamiste Hamas, l'apostasie et l'athéisme déclarés de Hasayin ont déclenché « une réaction de fureur apparemment unanime », appelant à son exécution, « brûlé vif en place publique […] pour faire un exemple ».

### À l'international

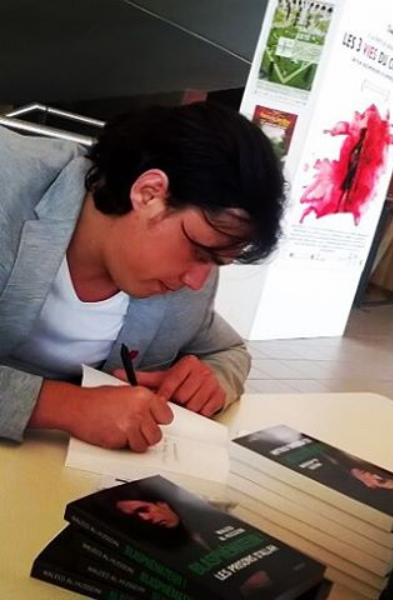
Waleed Al-Husseini 2015.

La cause d'Al-Husseini a eu des soutiens à l'international grâce à un groupe Facebook et plusieurs pétitions en ligne lancées en solidarité avec lui. Le Collectif Areligieux (une organisation s'exprimant en arabe et basée en Jordanie) a fait circuler une pétition appelant à sa libération. Human Rights Watch (HRW) a appelé à libérer Al-Husseini. Joe Stork, délégué auprès du directeur Moyen-Orient de HRW, a publiquement pris position en ces termes :

« La Justice palestinienne devrait confirmer son intégrité en protégeant le droit à la libre expression et ordonner la libération de Hasayen ainsi que la garantie de sa sécurité. »

Le ministre français des Affaires étrangères a exprimé son inquiétude au sujet de cette arrestation :

« La France est inquiète des risques d'atteinte aux libertés fondamentales, tout particulièrement à la liberté d'expression, que contient le délit de blasphème. »

Dans le Wall Street Journal, l'éditorialiste Bret Stephens écrit :

« Si les Palestiniens sont incapables de respecter un unique libre penseur, seul au milieu d'eux, ils ne pourront pas être libres dans le vrai sens du terme. Et si les États-Unis ne s'élèvent pas à ce sujet, nous ne le ferons pas non plus à plus longue échéance. »

À propos de ce cas, un éditorial du Los Angeles Times posait une question :

« Est-ce que le nouvel État palestinien est en train de dériver vers des valeurs fondamentalistes et des lois islamiques, comme le voudraient bien des sympathisants du Hamas, ou bien fera-t-il le choix d'une société plus ouverte et plus démocratique ? »

Diaa Hadid de l'Associated Press fit remarquer que « l'Autorité palestinienne soutenue par l'Occident fait figure d'un gouvernement des plus libéraux du point de vue religieux dans la région. Elle est majoritairement aux mains d'élites sécularisées qui ont souvent réprimé les activistes musulmans extrémistes liés au Hamas, son rival musulman conservateur ». Hadid suggère l'idée que la colère contre Waleed « serait le reflet d'un sentiment chez les musulmans que leur monde et leur foi sont attaqués par l'Occident ».
D'après l'agence de presse palestinienne Ma'an News Agency, alors que les convictions politiques laïques « ne sont pas rares », dans la société palestinienne, « l'expression d'opinions hostiles à la religion dominante est considérée plutôt comme une incitation que comme liberté d'expression ».

### Excuses et regrets?
Début décembre 2010, est publiée sur son blog une lettre à sa famille où il présentait ses excuses pour avoir offensé des musulmans et implorait le pardon pour ce qu'il a appelé sa « stupidité ». Sous couvert d'anonymat, à cause du sujet très sensible, « un ami » selon le Washington Post aurait dit alors que Al-Husseini avait posté cette lettre espérant ainsi sortir de prison[source insuffisante].
Selon Waleed al-Husseini, interviewé par la journaliste Caroline Fourest dans l'émission Ils changent le Monde sur France Inter, diffusée en août 2013, c'est la police palestinienne qui a publié, à son insu, ces « excuses » — et effacé tous ses articles — grâce au piratage de son mot de passe au moyen d'un SMS intercepté.

### Diffusion defake news
20 Minutes, LCI et La Voix du Nord ont relevé deux posts de Waleed Al-Husseini sur son compte Twitter qui relayaient de fausses informations ou fake news,,. En ce qui concerne l'une de ces deux fake news, La Voix du Nord signale en outre que, une fois la supercherie dévoilée sur les réseaux sociaux, Waleed Husseini a supprimé son tweet, "qu’il n’a toutefois pas pris la peine de corriger". 

## Œuvres
- Blasphémateur ! Les Prisons d'Allah, 2015, Grasset  (ISBN 978-2-246-85461-6) (OCLC 903212636)
- Une trahison française : Les collaborationnistes de l'islam radical dévoilés, 2017, Éditions Ring  (ISBN 1091447578)